# کیری ت کانه‌وا
کیری تِ کانه‌وا (انگلیسی: Kiri Te Kanawa؛ ‎/ˌkɪri t[invalid input: 'i-'] ˈkɑːnəwə/‎؛ زادهٔ ۶ مارس ۱۹۴۴) خواننده سوپرانوی اپرا و هنرپیشه اهل نیوزیلند است. وی از سال ۱۹۶۸ میلادی تاکنون مشغول فعالیت بوده‌است.
از فیلم‌ها یا برنامه‌های تلویزیونی که در آن نقش داشته می‌توان به دون ژوان (۱۹۷۹) و دانتون ابی (۲۰۱۳) اشاره کرد.